# فینش (دهانه)
فینش یک دهانه برخوردی در ماه‌ است.